# Бакош
Ба́кош (угор. Kisbakos) — село в Україні, у Берегівському районі Закарпатської області, орган місцевого самоврядування — Свободянська сільська рада. Населення становить 988 осіб (станом на 2001 рік). Село розташоване на північному заході Берегівського району, за 25,7 кілометра від районного центру.

## Географія
Село Бакош лежить за 25,7 км на північний захід від районного центру, фізична відстань до Києва — 616,9 км.

## Історія

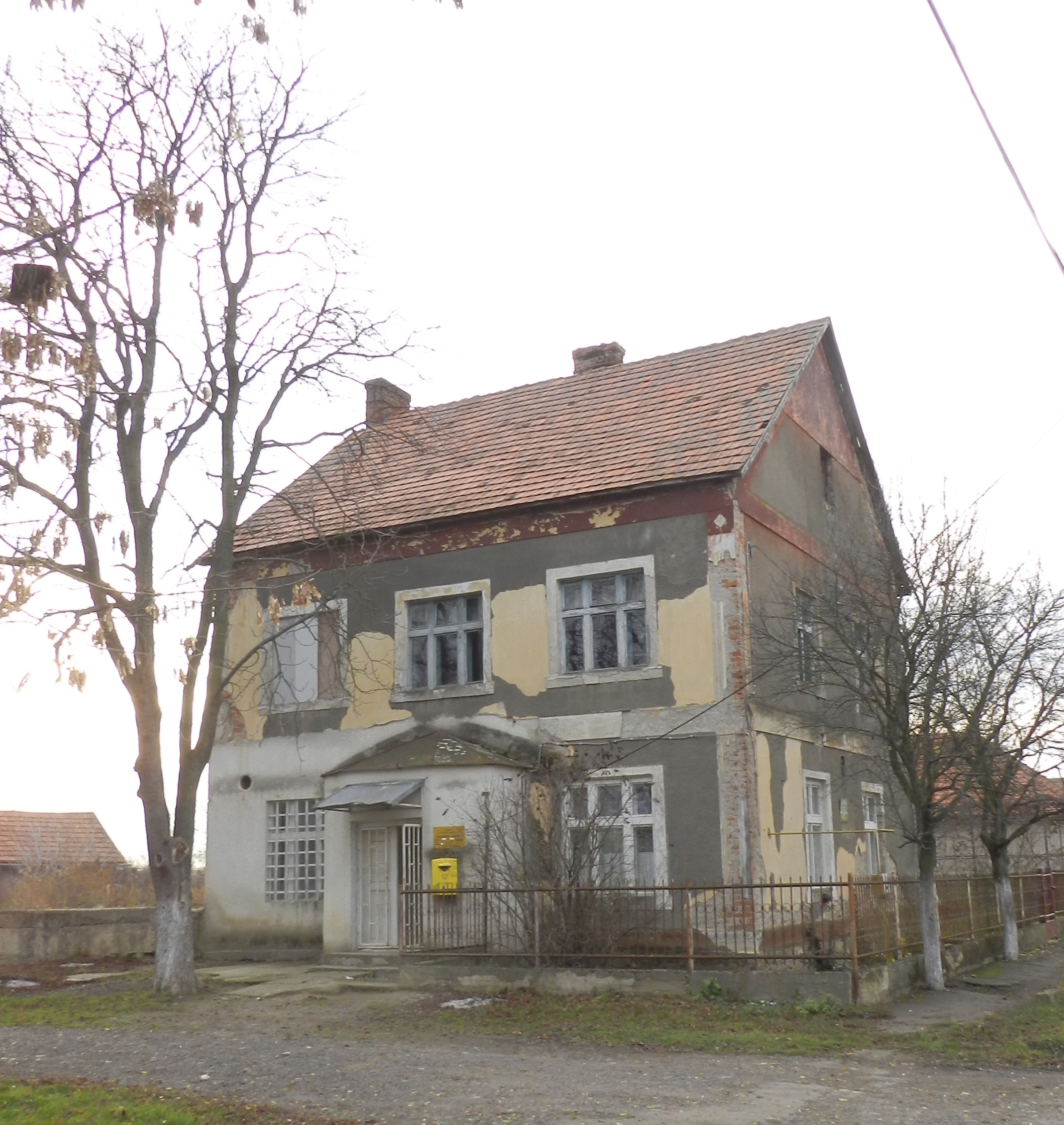
Клуб, пошта та амбулаторія

У 1927 році село заснували чехословацькі легіонери та переселенці з гірських районів Закарпаття, яким надавали тут земельні наділи та худобу за низькими цінами. В Бакоші чехословацькою владою була побудована перша в місцевості школа, відкритий клуб для мешканців усіх навколишніх поселень.  Пізніше, у радянські часи, у приміщенні клубу були також організовані відділення пошти та амбулаторія.
У 1950-х роках, під час спорудження Теребле-Ріцької ГЕС, до Бакоша переселили мешканців Міжгірського району, села яких були ліквідовані внаслідок такого будівництва.
У 1999 році, після потужного снігопаду, у частині приміщення клубу не витримав дах і більша частина будівлі була демонтована.
Село сильно постраждало від весняної повені 2001 року.

## Присілки
Малий Бакош
Малий Бакош - колишнє село в Україні, в Закарпатській області.
Обєднане з селом Бакош рішенням облвиконкому Закарпатської області №155 від 15.04.1967
Перша згадка у 1898: Bakos (Hnt.), 1907: Kisbakos (Hnt.), 1913: Kisbakos (Hnt.), 1944: Kisbakos (Hnt.), 1983: Бакош (ZO). 
В присілку є реформатська церква, збудована в 1997 році.Варто додати, що під час повені 2001-го село сильно постраждало, фактично його треба було відбудовувати наново.

## Населення
Станом на 1989 рік у селі проживали 928 осіб, серед них — 447 чоловіків і 481 жінка.
За даними перепису населення 2001 року у селі проживали 988 осіб. Рідною мовою назвали:
| Мова       | Кількість осіб | Відсоток |
| ---------- | -------------- | -------- |
| угорська   | 491            | 49,70%   |
| українська | 485            | 49,09%   |
| російська  | 10             | 1,01%    |
| інші       | 2              | 0,20%    |

## Релігія
У 1997 році в присілку Малий Бакош, що не є окремою адміністративною одиницею, збудували реформатську церкву.
У 2007 році в селі відкрили греко-католицьку церкву, а наступного року, навпроти неї, збудували православний храм.

## Туристичні місця
- будинок легіонерів
- храм ХХ століття
- У центрі села знаходиться залізо-бетонний пам’ятник-обеліск на честь односельчан-добровольців Радянської Армії, відкритий в 1974 році, роботи І. Маснюка та В. Олашина.[5]